# Ptica-grom
Pica-grom (Thunderbird) je, prema indijanskim vjerovanjima, golema ptica nalik orlu koja pomaže ljudima. Skriva se iza oblaka pa je stoga ljudi ne mogu vidjeti. Kad leti, šum njezinih krila stvara buku nalik grmljavini. Njene oči izbacuju munje koje rasvjetljuju Zemlju. Zbog njene dobrote prema ljudima, često je prikazuju navrh totema. Neka kanadska plemena pripovijedaju da je jedan kit terorizirao ljude. Ptica-grom uhvatila ga je svojim golemim pandžama i pretvorila u planinu.

## Borba protiv zmije
U nekim pričama postoji više Ptica-gromova. Viju gnijezda navrh planina i u njih nose golema jaja. Jednoga dana, pričaju Sioux Indijanci, Ptice-gromovi pomogle su ljudima da se oslobode Unktehija - čudovišne zmije prekrivene ljuskama i s rogom na glavi. Unktehi je živio u koritu rijeke Missouri i napadao ljude, a njegovi su mladunci pohodili obližnje rijeke. Ptice-gromovi okupe se i sve istodobno izbace munje i gromove. Tako je pobijeđena čudovišna zmija i njezina obitelj, a ljudi su otada živjeli u miru.